# Fritz Stather
Fritz Stather (* 5. November 1901 in Offenburg; † 30. März 1974 in Freiberg) war ein deutscher Chemiker, ausgezeichnet als „Hervorragender Wissenschaftler des Volkes“.

## Leben
Fritz Stather war ab 1930 Leiter des Deutschen Lederinstituts (zuvor Deutsche Versuchsanstalt für Lederindustrie) in Freiberg und ab 1935 zugleich Professor an der Technischen Hochschule Dresden. Stather war Mitglied im Stahlhelm, Bund der Frontsoldaten und nach 1933 auch Mitglied in der SA. 1942 wurde er kommissarischer NS-Reichsbeauftragter für die Lederindustrie, 1945 war er Wehrwirtschaftsführer.
Ab 1950 war er in der DDR Fachgruppenleiter für Leder, Schuhe und Rauchwaren am Deutschen Amt für Material- und Warenprüfung in Freiberg. Er ist Verfasser des Werks Gerbereichemie und Gerbereitechnologie, welches von 1941 bis 1967 vier Auflagen erreichte. Im Dezember 1955 wurde er mit dem Ehrentitel Hervorragender Wissenschaftler des Volkes geehrt. Am 15. September 1958 wurde er in die Sächsische Akademie der Wissenschaften aufgenommen. Seit 1961 war er korrespondierendes und seit 1964 ordentliches Mitglied der Deutschen Akademie der Wissenschaften zu Berlin.
Für die Rauchwarenwirtschaft war Stather einer der ersten, der die Zurichtung und Veredlung von Pelzfellen ansprach und die wissenschaftlichen Erkenntnisse der Gerbereichemie sachgemäß in die Rauchwarenzurichtung und Rauchwarenveredlung zu übertragen versucht hat. Ihm ist die grundsätzliche Verbesserung der Zurichtung vieler Pelzarten weltweit zu verdanken, insbesondere die richtige Auswertung der in der Chromgerbung gegebenen Möglichkeiten. Eine Reihe seiner und seiner Mitarbeiter Arbeiten haben viel zum Verständnis und der Weiterentwicklung empirisch bekannter Verfahren der Pelzzurichtung und Veredlung beigetragen.

## Schriften
- Gesammelte Abhandlungen des Deutschen Lederinstituts Freiberg/Sa. Sachsenverlag, Werk Freiberg/Sa., 1950 (6 Abhandlungen)
- Gerbereichemie und Gerbereitechnologie. Akademie Verlag, Berlin, 4. Auflage 1967